# جيزيلا (فنان)
جيزيلا (بالإسبانية: Gisela)‏ (و. 1979  م) هي مغنية إسبانية، ولدت في برشلونة، شاركت في مسابقة الأغنية الأوروبية 2008.

## روابط خارجية
- جيزيلا على موقع IMDb (الإنجليزية)
- جيزيلا على موقع ميوزك برينز (الإنجليزية)
- جيزيلا على موقع ديسكوغز (الإنجليزية)
- جيزيلا على موقع قاعدة بيانات الفيلم (الإنجليزية)
- جيزيلا على موقع ليتربوكسد (الإنجليزية)